# 798년

## 연호
- 당(唐) 정원(貞元) 14년
- 일본(日本) 엔랴쿠(延暦) 17년

## 기년
- 신라(新羅) 원성왕(元聖王) 14년 / 소성왕(昭聖王) 원년
- 발해(渤海) 강왕(康王) 5년
- 당(唐) 덕종(德宗) 19년

## 사건
- 신라, 원성왕이 태자 준옹에게 왕의 자리 물려주고 상왕이 됨.
- 인겸의 장남 준옹이 왕의 자리에 오름.